# Березнеговатка
Березнегова́тка — село Добринского района Липецкой области. Центр Березнеговатского сельсовета.

## География
Стоит на реке Плавице при впадении в неё ручья Мазейка.
Название — по березняга́м (берёзовым кустам).
Село соединено автотрассами с Плавицей, Мазейкой и Верхней Матрёнкой.

## История
Селение известно с XVIII века. В 1782 году это было казённое село Березняговка с деревянной Михайло-Архангельской церковью. Церковь каменная построена в 1813 году на средства прихожан.
1861— 1923 годы — центр Березнеговатской волости Усманского уезда Тамбовской губернии.
В Усманском уезде известно несколько населённых пунктов под названием Березняговка (Березнеговка). В XVIII веке лишь одно из них являлось селом. Село Березняговка на Плавице было казённым и церковь в нём была Михайло-Архангельской. С ростом численности жителей во владельческом сельце Березняговке на Байгоре они стали нуждаться в отдельной церкви, которая и была построена к 1875 г. (Покровская церковь), а в 1876 г. сельцо Березняговку официально признали селом. При этом возникла путаница: если ранее можно было различать Березняговки по типу населённого пункта (село, сельцо, деревня), то с 1876 г. возникло два полноценных села. Для их отличия Березняговку на Плавице переименовали в село Березнеговатку, хотя долгое время после, тем не менее, продолжали именовать и фиксировать на картах как Березняговку. Даже в 1919 г. на карте по основе Шуберта село на Плавице именуется Березняговкой, как и село на Байгоре. Следует иметь в виду и несколько деревень Березнеговаток, расположенных в окрестностях Усмани, в том числе одну деревню на реке Девице (притоке Усмани), ныне исчезнувшую, в приходе села Девицы Завальской волости.

## Население
| 2010 |
| ---- |
| 605  |

## Известные уроженцы
- Пчельников, Никита Игнатьевич - академик, создатель оружейных систем.
- Василий (Знаменский)[2] -  магистр богословия,ректор Таврической духовной семинарии.
- Корнев, Никифор Васильевич     — советский военачальник, участник Великой Отечественной войны.

## Объекты культурного значения
- Курганная группа 1   (13 насыпей)   исторический памятник (региональный)

- Курганная группа 2  (6 насыпей)  исторический памятник (региональный)[3]